# Giuseppe Torti
Giuseppe Torti (* 1. Februar 1928 in Ronco sopra Ascona, Tessin, Schweiz; † 14. März 2005 in Bellinzona) war römisch-katholischer Bischof von Lugano.

## Leben
Giuseppe Torti empfing am 7. Juni 1952 das Sakrament der Priesterweihe für das Schweizer Bistum Lugano.
Er war Erzpriester von Bellinzona und Direktor der Caritas der Diözese.
1995 wurde er von Papst Johannes Paul II. zum Bischof des Bistums Lugano ernannt. Die Bischofsweihe spendete ihm am 10. September 1995 Gilberto Kardinal Agustoni; Mitkonsekratoren waren Erzbischof Karl Josef Rauber und Bischof Ernesto Togni.
Seinem Rücktrittsgesuch wurde von Johannes Paul II. im Jahre 2003 stattgegeben.
Er wurde in der Krypta der Basilika del Sacro Cuore in Lugano Molino Nuovo beigesetzt.